# Proyecto segundo puente entre Chaco y Corrientes
El denominado segundo puente Chaco-Corrientes, también llamado segundo puente ferro automotor Chaco-Corrientes, es un proyecto de viaducto a construirse sobre el tramo argentino del río Paraná al sur de las ciudades de Resistencia (en la provincia del Chaco) y Corrientes (en la provincia homónima).
Mediante esta obra se busca acompañar el crecimiento del tráfico vehicular, tanto de automóviles como del transporte de cargas, en el Puente General Manuel Belgrano. La construcción del puente permitirá desviar el tránsito de paso, quedando el puente General Belgrano para uso doméstico. Formará parte del corredor bioceánico Santos (Brasil)-Antofagasta (Chile).

## Historia
El Puente General Manuel Belgrano fue construido en el año 1973, y es el único cruce entre el área chaqueña argentina y la región mesopotámica de ese país, permitiendo superar el cauce del río Paraná y uniendo a la capital chaqueña, la ciudad de Resistencia, con la capital correntina, la ciudad homónima. En 2016 el TMDA (Tránsito Medio Diario Anual) alcanzaba los 24200 vehículos diarios.
Por esta razón, desde el año 1992 se comenzó a estudiar la posibilidad de erigir un segundo puente que permita aliviar el creciente flujo vehicular. Además, cualquier interrupción de la circulación sobre el puente existente, incomunica el tránsito en el nordeste argentino; por ejemplo, las bases del mismo ya sufrieron más de 16 impactos por embarcaciones.
En ese entonces se presentó el proyecto “Segundo Puente Chaco-Corrientes y Complejo Multimodal de Cargas”, el cual fue desarrollado por el Centro de Estudios de Transporte de la Universidad Tecnológica Nacional Regional Resistencia. La idea era aprovechar la situación estratégica del área, como nudo del tráfico fluvial al unirse allí la hidrovía del río Paraguay-Paraná Medio y del Alto Paraná, además de ser conexión de importantes rutas terrestres viales y ferroviarias. Por ello, se pretendía que, además del puente, se erija un puerto, de esa manera se convertiría en un complejo para el manejo de cargas de una amplia región.
Se logró que el proyecto fuese financiado a través de la Comisión Andina de Fomento (CAF), según dicho organismo lo manifestó en 2007, e impulsado por la Asamblea Extraordinaria de Gobernadores de la Zona de Integración del Centro Oeste Sudamericano (ZICOSUR); que abarca divisiones subnacionales de Argentina, Bolivia, Brasil, Chile y Paraguay, con el interés del por entonces presidente Néstor Kirchner. También fue aprobado por el Organismo específico del Ministerio de Planificación Federal y el titular de la Unidad de Coordinación de Programas y Proyectos con Financiamiento Externo.
A mediados de marzo de 2015, durante la presidencia de Cristina Fernández de Kirchner se licitó esta megaobra con dos importantes cambios respecto al proyecto que era impulsado por ambas provincias, para la construcción de un puente vial y se amplió la posibilidad de los asentamientos de las cabeceras 62 kilómetros hacia el sur
 El 19 de agosto del año 2015 la Dirección Nacional de Vialidad (DNV) oficializó la adjudicación del estudio de factibilidad para el segundo puente entre Chaco y Corrientes y dio por finalizada la etapa del proceso licitatorio. Tras los estudios de impacto  ambiental en 2015 se realizó el llamado a Licitación Segundo Puente Chaco Corrientes con un costo total de la obra calculado en 799 millones. Si bien el presupuesto estimado  puede ubicarse entre los 700 y los 800 millones de dólares. Todavía no se ha determinado si la mejor opción es que solo permita el tránsito vehicular o que en cambio sea ferroautomotor. 

Durante la campaña de Mauricio Macri del año 2015, llegó a Chaco con la promesa de construir el puente en tres años, tras ser electo aseguró  que esta obra se encontraba entre las prioridades prometiendo arrancar y concluirlo tres años después. Prometiendo que iba a estar concluido alrededor del año 2020. A diciembre de 2019 la obra no había tenido avances Tras tres años sin ningún avance el gobierno de Mauricio Macri decidió a través del entonces ministro Guillermo Dietrich desactivar definitivamente el proyecto.

## Recorrido proyectado
Del lado chaqueño el recorrido original del puente (traza Vilelas-Riachuelo) circularía por el área sur del Gran Resistencia en el departamento San Fernando paralelamente a la margen derecha del riacho Barranqueras (un brazo del río Paraná) pasaría por las proximidades de Puerto Vilelas y cruzaría el Paraná a alrededor de 8 kilómetros al sur del puente General Belgrano, justo al sur de la desembocadura del Barranqueras, cortando el sector norte de la isla Palometa hasta alcanzar la costa correntina, conectando con la Ruta Nacional 12 en la zona de  Riachuelo (departamento Capital).